# Parathesis sessilifolia
Parathesis sessilifolia là một loài thực vật có hoa trong họ Anh thảo. Loài này được Donn. Sm. mô tả khoa học đầu tiên năm 1891.